# Toini Gustafsson
Toini Gustafsson, també coneguda amb el nom de Toini Gustafsson-Rönnlund, (Suomussalmi, 17 de gener de 1938) és una esquiadora de fons finlandesa, nacionalitzada posteriorment sueca i ja retirada, que va destacar a la dècada del 1960.

## Biografia
Va néixer el 17 de gener de 1938 a la població de Suomussalmi, situada a l'antiga província d'Oulu, actualment a la regió de Kainuu. Membre de l'ètnia finesa el 1944 fou deportada en la Guerra de Continuació fins a Suècia, país del qual obtingué la nacionalitat.
El 1968 es divorcià del seu primer marit per casar-se amb Assar Rönnlund. Després d'abandonar la seva carrera esportiva es convertí en professora d'educació física i es retirà a viure a Umeå.

## Carrera esportiva
Participà en les proves d'esquí de fons dels Jocs Olímpics d'Hivern de 1964 realitzats a Innsbruck (Àustria) on finalitzà sisena en la prova de 5 quilòmetres, vuitena en la prova de 10 quilòmetres i segona en la prova de relleus 3x5 quilòmetres juntament amb la resta de l'equip suec. En els Jocs Olímpics d'Hivern de 1968 realitzats a Grenoble (França) aconseguí la victòria en les proves de 5 i 10 quilòmetres així com, novament, la medalla de plata en la prova de relleus 3x5 quilòmetres.
Al llarg de la seva carrera va aconseguir guanyar tres medalles en el Campionat del Món d'esquí nòrdic, una medalla de plata el 1962 a Zakopane (Polònia) en la prova de relleus 3x5 km, i dues medalles de bronze a Oslo (Noruega) l'any 1966 en les proves de 10 km i relleus 3x5 quilòmetres.
El 1967 Gustafsson va obtenir la medalla Holmenkollen pels seus èxits en esquí nòrdic (compartida amb Ole Ellefsæter). Va ser la primera dona sueca a guanyar aquesta medalla. El 1968, va rebre la medalla d'or Svenska Dagbladet.